# Asiru Olatunde
Asiru Olatunde (* 1918 in Oshogbo; † 1993 ebenda) war ein nigerianischer Bildhauer und Musiker.
Ursprünglich übte Asiru Olatunde das Handwerk des Schmiedes aus. Als er diesem Beruf Ende der Fünfziger Jahre aus gesundheitlichen Gründen nicht mehr nachkommen konnte, verlegte er sich auf kleine Kunstschmiedearbeiten in Buntmetall. 1958 begegnete er Ulli Beier, der ihn protegierte. Beier vermittelte einen Auftrag über große Reliefs für ein Hotel in Lagos. Da für solche Formate kein Kupferblech zur Verfügung stand, organisierte Ulli Beier Aluminiumblech von einer regionalen Kochtopffabrik. Großformatige Reliefplatten in getriebenem Aluminium wurden zu einem Markenzeichen Asiru Olatundes. Anders als bei klassischen Treibtechniken üblich, bearbeitete er das Material nicht von der Rückseite, sondern von vorne.
So einmalig das Material, so variantenreich die Technik, so vielseitig das ikonographische Repertoire Asiru Olatundes. In seinen Bilderzählungen sind ornamentale und figürliche Motive eng verschränkt. Das zuweilen extrem hochformatige Ausgangsmaterial der Aluminiumplatten teilt er in mehrere Bildfelder und gestaltet so einen – wahrscheinlich unbeabsichtigten – Rekurs auf das hochmittelalterliche Registerbild. Sind die Oberflächen der Protagonisten seiner narrativen Darstellungen meist mit sparsamer Binnenkontur beschrieben, so entwickelt er die Textur des Hintergrundes mit einer Vielzahl von punzierten Kreisen, die nicht willkürlich gesetzt sind, sondern in sorgfältigem Rhythmus die Fläche bedecken.
Als Bildmotive wählt Olatunde häufig synkretistische Themen, die sich aus Mythen der Yoruba, des Christentums und des Islam speisen. Als Virtuose auf der Talking Drum war Asiru Olatunde ein gefragter Begleiter für festliche Anlässe und für Musiktheater. In der von Duro Lapido gegründeten Oshogbo Theatre Company kam dem Trommelspiel Olatundes eine tragende Rolle zu. Als Chairman der Oshogbo Artists Association vertrat über Jahre die Interessen der Oshogbo-Künstler. Für viele Künstler der Oshogbo-Schule war seine Arbeit stilbildend.
Asiru Olatunde war der ältere Bruder der Bildhauer Jinadu Oladepo (* 1924) und Yekini Folorunsho (* 1939). Seine Tochter Zaenab Oloyede Adeyemi (* 1952) ist als Textilkünstlerin tätig.